# Meghan Duggan
Meghan Frances Duggan (* 3. September 1987 in Danvers, Massachusetts) ist eine US-amerikanische Eishockeyspielerin und -trainerin, die seit der Saison 2016/17 bei den Boston Pride in der Premier Hockey Federation auf der Position des Stürmers spielt. Duggan ist seit 2007 Mitglied der Frauen-Eishockeynationalmannschaft der Vereinigten Staaten und mit sieben Goldmedaillen bei Weltmeisterschaften gemeinsam mit ihren Teamkolleginnen Kacey Bellamy und Hilary Knight die erfolgreichste US-Amerikanerin in diesem Wettbewerb.

## Karriere

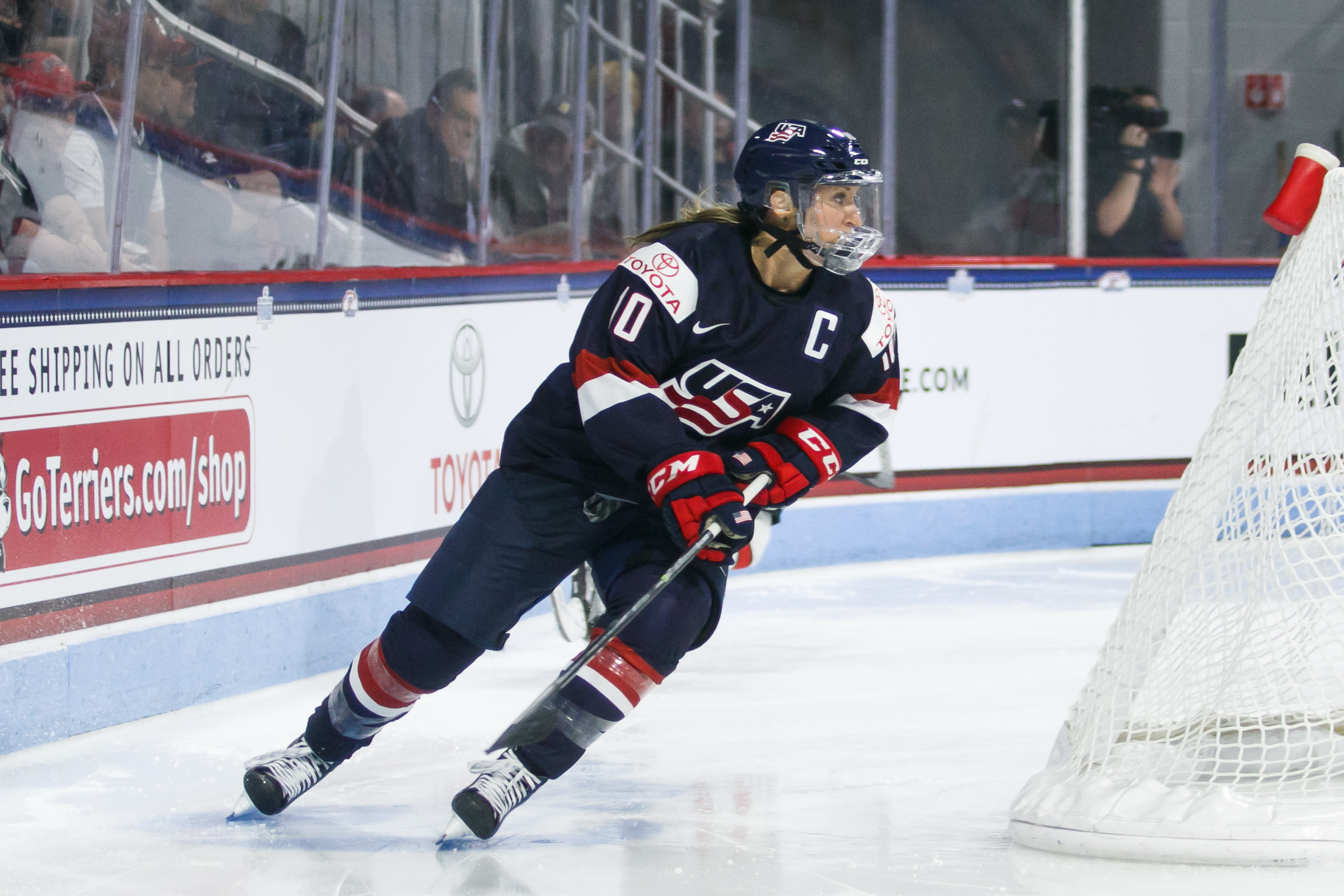
Bellamy im Trikot des US-Nationalteams

Duggan verbrachte ihre Zeit an der High School an der Cushing Academy in Ashburnham im Bundesstaat Massachusetts. Dort spielte die Stürmerin bis zum Jahr 2006, ehe sie ans College wechselte. In den folgenden fünf Jahren bis 2011 studierte Duggan an der University of Wisconsin–Madison und spielte parallel zu ihrem Studium für das Universitätsteam in der Western Collegiate Hockey Association, einer Division im Spielbetrieb der National Collegiate Athletic Association. Sie verlebte in Diensten der Universität eine überaus erfolgreiche Zeit, in der sie dreimal die nationale Collegemeisterschaft errang und zudem im Anschluss an ihr letztes Jahr mit dem Patty Kazmaier Memorial Award als beste Collegespielerin des Landes ausgezeichnet wurde. Zudem wurde sie im Jahr 2007 erstmals in die Frauen-Eishockeynationalmannschaft der Vereinigten Staaten berufen. Mit dem Team gewann sie bis zu ihrem Abschied vom College dreimal den Weltmeistertitel. Des Weiteren errang sie im Rahmen der Welttitelkämpfe eine Silbermedaille und nahm mit der Mannschaft an den Olympischen Winterspielen 2010 in Vancouver teil, bei denen sie ebenfalls Silber mit nach Hause brachte. Um die Olympiateilnahme zu verwirklichen, hatte Duggan im Vorfeld vom Collegespielbetrieb ausgesetzt und das Spieljahr 2009/10 ausschließlich im US-amerikanischen Eishockeyverband USA Hockey verbracht.
Zur Saison 2011/12 wechselte die Offensivspielerin in den Profibereich und ging die folgenden vier Jahre – meist sporadisch – für die Boston Blades in der Canadian Women’s Hockey League aufs Eis. In ihrer einzigen kompletten Spielzeit errang sie am Ende des Spieljahres 2012/13 den Clarkson Cup, die Meisterschaftstrophäe der CWHL. Unterdessen rissen auch die Erfolge mit dem US-amerikanischen Nationalteam nicht ab, mit dem sie in den folgenden Jahren bis zum Sommer 2015 weitere zwei Goldmedaillen bei Weltmeisterschaften folgen ließ. Im Rahmen ihrer zweiten Olympischen Winterspiele, bei denen sie erstmals Mannschaftskapitänin der US-Girls war, gewann sie 2014 in Sotschi erneut Silber.
Im Sommer 2015 wechselte die US-Amerikanerin in die neu gegründete National Women’s Hockey League zu den Buffalo Beauts. Mit diesen verlor sie in der Premierensaison der Liga das Meisterschaftsfinale um den Isobel Cup gegen die Boston Pride. Zum amtierenden Meister wechselte sie dann zur folgenden Spielzeit, verlor das Finale aber erneut – diesmal gegen ihr Ex-Team aus Buffalo. Mit der Nationalmannschaft ließ sie bei den Weltmeisterschaften 2016 und 2017 den sechsten und siebten Weltmeisterschaftsgewinn ihrer Karriere folgen. Anschließend kehrte Duggan den Pride und der NWHL nach zwei Spielzeiten zunächst den Rücken und kehrte für die Saison 2017/18 zu USA Hockey zurück. Im Verband bereitete sie sich auf die Olympischen Winterspiele 2018 in Pyeongchang vor, bei denen sie mit den US-Amerikanerinnen schließlich olympisches Gold gewann.
Zwischen 2014 und 2016 sammelte Duggan zudem erste Erfahrungen im Trainerbereich, als sie als Assistenztrainerin an der Clarkson University tätig war.

## Erfolge und Auszeichnungen
| - 2007 WCHA-Meisterschaft mit der University of Wisconsin–Madison - 2007 NCAA-Division-I-Championship mit der University of Wisconsin–Madison - 2009 WCHA-Meisterschaft mit der University of Wisconsin–Madison - 2009 NCAA-Division-I-Championship mit der University of Wisconsin–Madison - 2011 WCHA-Meisterschaft mit der University of Wisconsin–Madison - 2011 NCAA-Division-I-Championship mit der University of Wisconsin–Madison | - 2011 Patty Kazmaier Memorial Award - 2013 Clarkson-Cup-Gewinn mit den Boston Blades - 2015 Teilnahme am CWHL All-Star Game - 2016 Teilnahme am NWHL All-Star Game - 2017 Teilnahme am NWHL All-Star Game |

### International
| - 2007 Silbermedaille bei der Weltmeisterschaft - 2008 Goldmedaille bei der Weltmeisterschaft - 2009 Goldmedaille bei der Weltmeisterschaft - 2010 Silbermedaille bei den Olympischen Winterspielen - 2011 Goldmedaille bei der Weltmeisterschaft - 2013 Goldmedaille bei der Weltmeisterschaft | - 2014 Silbermedaille bei den Olympischen Winterspielen - 2015 Goldmedaille bei der Weltmeisterschaft - 2016 Goldmedaille bei der Weltmeisterschaft - 2017 Goldmedaille bei der Weltmeisterschaft - 2018 Goldmedaille bei den Olympischen Winterspielen |

## Karrierestatistik

### International
Vertrat die USA bei:
| - Weltmeisterschaft 2007 - Weltmeisterschaft 2008 - Weltmeisterschaft 2009 - Olympischen Winterspielen 2010 - Weltmeisterschaft 2011 - Weltmeisterschaft 2013 | - Olympischen Winterspielen 2014 - Weltmeisterschaft 2015 - Weltmeisterschaft 2016 - Weltmeisterschaft 2017 - Olympischen Winterspielen 2018 |

(Legende zur Spielerstatistik: Sp oder GP = absolvierte Spiele; T oder G = erzielte Tore; V oder A = erzielte Assists; Pkt oder Pts = erzielte Scorerpunkte; SM oder PIM = erhaltene Strafminuten; +/− = Plus/Minus-Bilanz; PP = erzielte Überzahltore; SH = erzielte Unterzahltore; GW = erzielte Siegtore; 1 Play-downs/Relegation; Kursiv: Statistik nicht vollständig)